# Félix de Bedout
Félix de Bedout Molina (Medellín, 24 de junio de 1964) es un periodista colombiano. Actualmente es presentador del Noticiero del Fin de Semana de la cadena Univision en Miami, Estados Unidos y periodista de la W Radio en Colombia.

## Biografía
Estudió Comunicación Social y Periodismo en la Universidad Pontificia Bolivariana de Medellín. Se dio a conocer como presentador del Noticiero Nacional. Años más tarde trabajaría en NTC Noticias donde también se desempeñó como director de noticias y luego en Noticias Uno donde trabajó como consultor general. También condujo y dirigió los programas Félix Noche y Reportaje al Misterio. Durante algún tiempo realizó entrevistas para el diario El Espectador de Bogotá, Colombia. Desde 2003, ha trabajado en el noticiero La W de la emisora W Radio, en Colombia, junto con Julio Sánchez Cristo, Hernán Peláez, Jorge Ramos Ávalos, Catalina Aristizábal, Daniel Coronell y Edgar Perea.
En julio de 2007 fue el presentador del capítulo acerca de la ciudad de Medellín en la serie televisiva Historia Secreta del canal The History Channel para Latinoamérica.
En 2008 se víncula al Canal Caracol como periodista del programa Nocturno El Radar una alianza entre periodistas del Canal Caracol y Caracol Radio.
Su padre, Félix de Bedout Gaviria, es un reconocido historiador de las ideas políticas que se dedicó a la docencia durante gran parte de su vida y a propagar el pensamiento libertario en los círculos académicos de la ciudad de Medellín.